# Dicranomyia pluvialis
Dicranomyia pluvialis är en tvåvingeart. Dicranomyia pluvialis ingår i släktet Dicranomyia och familjen småharkrankar.

## Underarter
Arten delas in i följande underarter:
- D. p. correntosana
- D. p. fuscolineata
- D. p. pluvialis